# Anthrax anthrax
Anthrax anthrax es una especie de mosca del género Anthrax, de la familia Bombyliidae, orden Diptera.

## Distribución
Se distribuye por Afganistán, Albania, Argelia, Armenia, Austria, Azerbaiyán, Bielorrusia, Bélgica, Bulgaria, islas Canarias, China, República Checa, Dinamarca, Estonia, Finlandia, Francia, Alemania, Grecia, Gruzia, Hungría, Irán e Italia.

## Taxonomía
Fue descrita por Schrank en 1781.